# 真崎總子
真崎 總子，是日本漫画家。在其作品之中，《無性別之愛》與《治療系男孩》為劇情相關聯作品，《治療系男孩》於2007年電視劇化。《無性別之愛》第2冊已有中文版。

## 作品
- 等待愛情、全3冊、原名
- 無性別之愛、2冊、原名
- 治療系男孩、全7冊、原名《BOYSエステ（日语：BOYSエステ）》
- 櫻河高校排球社、全2冊、原名

以下大多為多名作者的短篇合集：-{
- ランパブへ行こう！
- 思いっきりＨな恋
- その恋、テレクラから。
- 思いっきりＨな恋ＰＡＲＴ２
- 思いっきりだれにもいえないＨ体験
- 思いっきり男の子のＨなホンネ
- カッコイイ男の子ベスト１０
- １０代のお水ワールド
- １０代の妊娠・結婚
- ラブカレ　極上メンズ読本！
- 片恋カタログ
- アニマル・ラブ
- Ｇｉｒｌ’ｓ　Ｔａｌｋ　えっちな放課後
- ラブカレ　極上メンズ読本！ｕｎｄｅｒ２０
- Ｓ系カレシ図鑑！

}-

## 外部連結
- （日語）
- （日語）http://natalie.mu/comic/news/show/id/21580 （页面存档备份，存于）